# Áron moldvai fejedelem
Rettenetes Áron (? – Alvinc, 1597 júniusa) Moldvai fejedelem 1591-től 1592-ig, és 1592-től 1595-ig.
Áron kocsisból lett bojárrá, majd vajdává (1591). Minden családfőre egy ökör adót vetett ki és erdélyi testőrséget tartott, de a kozákok elűzték Moldvából Konstantinápolyba. Ám nemsokára újra hatalomra jutott (1592–1595) és Báthory Zsigmonddal és Mihály havasalföldi fejedelemmel szövetkezett a török ellen, de elpártolt, mire az erdélyi hadak Jászvásáron elfogták s családostul Erdélybe vitték, ahol az alvinci Martinuzzi-kastélyban, fogságban halt meg (1597).